# Carl Anders Dymling
Carl Anders Dymling, född den 26 mars 1898 i Göteborgs Kristine församling, Göteborg, död den 2 juni 1961 i Engelbrekts församling, Stockholm , var en svensk radioman och direktör inom den svenska filmindustrin.
Dymling blev 1921 filosofie kandidat vid Göteborgs högskola och filosofie licentiat i litteraturhistoria år 1925, och medverkade som litteraturkritiker i tidningarna Göteborgs Morgonpost och Göteborgs Handels- och Sjöfartstidning innan han år 1926 anställdes som chef för Radiotjänst i Göteborg. År 1931 blev han chef för Radioteatern i Stockholm. År 1936 efterträdde han Gustaf Reuterswärd som radiochef, och stannade på den posten till 1942 då han blev chef för Svensk Filmindustri.  
Under hans tid i ledningen för Radiotjänst utvecklades programverksamheten, bland annat genom att Dagens Eko startade år 1937, och radioreportaget fick nya former. Bland annat producerades Ludvig "Lubbe" Nordströms uppmärksammade reportageserie Lort-Sverige (1938), samt flera större reportageresor, bland dem Sven Jerrings resa till USA 1937.
Carl Anders Dymling tillträdde som chef för Svensk Filmindustri år 1942 och var företagets chef till sin död 1961. Under chefstiden på Svensk Filmindustri medverkade Carl Anders Dymling till att skapa en plattform för regissören Ingmar Bergman.
Han utförde under sin tid vid radioteatern radiobearbetningar av ett flertal svenska och utländska pjäser. Han översatte och regisserade även flera av pjäserna. Tillsammans med Julius Rabe utgav han Radiotjänst, en bok om programmet och lyssnarna (1930) och var även redaktör för Röster om radio : intryck och erfarenheter av tio års svensk rundradio (1934). Carl Anders Dymling var från 1943 vice ordförande i Sveriges fotbollsförbund.
Dymling är begravd på Norra begravningsplatsen i Stockholm.